# Holotrichia chondropyga
Holotrichia chondropyga är en skalbaggsart som beskrevs av Gilbert John Arrow 1938. Holotrichia chondropyga ingår i släktet Holotrichia och familjen Melolonthidae. Inga underarter finns listade i Catalogue of Life.